# The Mangler 2
The Mangler 2 ist ein Horrorfilm aus dem Jahr 2001, der eine lose Fortsetzung zu dem 1995 veröffentlichten Original The Mangler darstellt, der nach einer Vorlage Stephen Kings entstand. Der Film wurde direkt auf Video bzw. DVD veröffentlicht.

## Handlung
Jo Newton, Tochter des Besitzers einer Computersicherheitsfirma, wird zurück in eine Eliteschule geschickt, weil sie in die Firma ihres Vaters eingebrochen ist und dort ein Virus in das System geladen hat. Besagte Eliteschule ist mit einem Hightech-Sicherheitsprogramm eben jener Firma ausgestattet und Jo nutzt die Gelegenheit, um das Virus in das System zu laden. Es kommt zum Chaos, das Virus namens Mangler 2 wird lebendig und bringt einen nach dem anderen um, bis er sich den Direktor der Schule als Wirt aussucht, um in dessen Gestalt weitere Pläne zu spinnen. 

## Trivia
- Außer dem Namen „Mangler“ hat der Film nichts mit dem Vorgänger und noch weniger mit der literarischen Vorlage Kings zu tun.
- Die Regiestühle bei den Dreharbeiten wurden nicht mit Mangler 2, sondern mit Mangler 11 bedruckt. Laut Regisseur Hamilton-Wright ein „gutes Omen“.
- Trotz des offenen Endes und der vermeintlichen Ankündigung des Regisseurs, weitere Teile mit derselben Thematik zu drehen, entstand bisher nur The Mangler Reborn, der sich allerdings wieder mehr mit der eigentlichen besessenen Wäschemangel beschäftigt als mit dem Virus. Es handelt sich hierbei um ein alternatives Sequel zu The Mangler, statt einem bzw. anstelle zu The Mangler 2.

## Kritik
„Dürftiger Teenager-Horrorfilm auf ‚Zauberlehrling‘-Basis, der als Sequel genauso wenig überzeugt wie der dürftige Vorgänger und unter seinen schwachen Darstellern ebenso leidet wie unter der überstrapazierten Geschichte; ein jämmerlicher Teenager-Horrorfilm.“